# アレクサンダル・ゼレノヴィッチ
アレクサンダル・ゼレノヴィッチ（セルビア語: Александар Зеленовић, ラテン文字転写: Aleksandar Zelenović、1971年10月17日 - 1995年）は、セルビア（旧ユーゴスラビア）の元サッカー選手。ポジションはフォワード。